# Ozernovski
Ozernovski (en rus: Озерновский) és un poble (un possiólok) del krai de Kamtxatka, a Rússia, que el 2021 tenia 1.612 habitants. Pertany al districte d'Ust-Bolxeretsk.